# Optisch glas (kunst)
Onder optisch glas wordt in de kunst verstaan glas met vergrotende, verkleinende of verkleurende effecten. Het licht wordt gereflecteerd, omgebogen of gebundeld.
Optisch glas leent zich als materiaal behalve voor de industrie ook voor kunstnijverheid en de vervaardiging van kunstvoorwerpen. Abstract-geometrische optische glaskunst wordt vooral in Bohemen veel in kunstwerken gebruikt. Kenmerkend voor optisch glas is dat het vanuit verschillende gezichtspunten steeds een ander perspectief op de wereld biedt. Door middel van de werking van licht, veranderen de glasobjecten voortdurend schijnbaar van vorm. Een bekende glaskunstenaar is de Tsjech Václav Cígler.
Optisch glas wordt in Nederland door het Kunstmuseum Den Haag en verzamelaars als Valentine Zaremba en Samuel Jonker verzameld. Het echtpaar Jonker-Zaremba bracht sinds de jaren tachtig van de twintigste eeuw een van de belangrijkste particuliere collecties op dit gebied bijeen.